# Сэко, Тосихико
Тосихико Сэко — японский легкоатлет, который специализировался в марафоне. На олимпийских играх 1984 года занял 14-е место с результатом 2:14.13, а на Олимпиаде 1988 года занял 9-е место — 2:13.41. Бронзовый призёр Азиатских игр 1986 года в беге на 10 000 метров. 22 марта 1981 года на соревнованиях в Крайстчерче установил мировые рекорды на дистанциях 25 000 — 1:13.55,8 и 30 000 метров — 1:29.18,8 на стадионе. Эти рекорды оставались непревзойдёнными в течение 30 лет и были побиты только в 2011 году Мозесом Мосопом.

## Достижения
- 1978:  Фукуокский марафон - 2:10.21,0
- 1979:  Бостонский марафон - 2:10.13
- 1979:  Фукуокский марафон - 2:10.35 (
- 1980:  Фукуокский марафон - 2:09.45
- 1981:  Бостонский марафон - 2:09.27
- 1983:  Токийский марафон - 2:08.38
- 1983:  Фукуокский марафон - 2:08.52
- 1986:  Лондонский марафон - 2:10.02
- 1986:  Чикагский марафон - 2:08.27
- 1987:  Бостонский марафон - 2:11.50
- 1988:  Марафон озера Бива - 2:12.41